# Acanthurus nubilus
Acanthurus nubilus és una espècie de peix pertanyent a la família dels acantúrids.

## Descripció
- Pot arribar a fer 26 cm de llargària màxima.
- 6-7 espines i 25-27 radis tous a l'aleta dorsal i 3 espines i 23-24 radis tous a l'anal.[2]

## Alimentació
Menja plàncton.

## Hàbitat
És un peix marí, associat als esculls i de clima tropical (24 °C-28 °C) que viu entre 5 i 90 m de fondària (normalment, entre 5 i 40).

## Distribució geogràfica
Es troba a Indonèsia, les illes de la Societat, Nova Caledònia, les Illes Australs, Pitcairn, les illes Filipines i les illes Mariannes.

## Observacions
És inofensiu per als humans.